# Гленни, Эвелин
Дама Эвелин Элизабет Энн Гленни (англ. Evelyn Elizabeth Ann Glennie; род. 19 июля 1965 года в Абердине, Шотландия) — шотландская перкуссионистка и композитор.

## Биография
Родилась на ферме. Отец — аккордеонист в клубе шотландских танцев. Училась играть на гармонике и кларнете. К 11-летнему возрасту потеряла 90 % слуха, однако отказалась оставить занятия музыкой и перешла на ударные инструменты. Окончила Королевскую академию музыки в Лондоне. Сильное влияние на неё оказали Гленн Гульд, Жаклин дю Пре, индийский перкуссионист Трилок Гурту.
В 1988 году выпустила первую запись, Сонату для двух фортепиано и ударных Белы Бартока, получившую премию «Грэмми». В репертуаре Гленни адаптации классического репертуара (например, концерт для флейты с оркестром Антонио Вивальди, переложенный ею для вибрафона) и произведения современных композиторов (Джона Маклеода, Небойши Живковича, Кэйко Абэ и др.), многие из которых написаны специально для неё. Исполняет также сочинения Дариуса Мийо, Джозефа Швантнера, Эркки-Свена Тюйра и других.
Записывала с Бьорк её альбом Telegram, играла с прежним гитаристом рок-группы Genesis Стивом Хэкеттом. Среди её партнеров — Стинг, Бела Флек, Мюррей Перайя, Георг Шолти, Леонард Слаткин, Эмануэль Акс. Часто играет босиком, чтобы чувствовать музыку телом (этому посвящено её ставшее знаменитым, переведённое на многие языки «Эссе о слухе»). Концертный график Гленни необыкновенно плотен, она играет в разных странах мира до 100 концертов в год.
В 1990 году Гленни выпустила автобиографию «Добрые вибрации» (англ. Good Vibrations).
В 2016 году вышел фильм «Альтамира», музыку к которому она написала совместно с Марком Нопфлером.
Embankment films планирует снять о ней фильм под названием «Making noise» (с англ. — «Издавая шум»).

## Признание
Гленни удостоена премии «Грэмми» за лучшее исполнение камерной музыки (1989) и множества других наград. В 2015 году Гленни стала лауреатом международной премии Polar Music Prize. Офицер (1993) и кавалерственная дама Ордена Британской империи (2007). Почетный доктор нескольких британских университетов. О ней снят фильм «Коснуться звука» с участием Фреда Фрита (2004). 
Критика разных стран, в том числе и российская, не скупится на восторженные отзывы о творчестве Гленни. Так, газета «Невское время» писала о её выступлении на санкт-петербургском фестивале «Музыкальный Олимп» в 2002 году:

если бы со слухом у неё было все благополучно, игра её всё равно производила бы ошеломляющее воздействие поразительной тонкостью оттенков и магнетизмом. Когда она играла переложенный ею для вибрафона Флейтовый концерт Вивальди, казалось, волшебный ветерок-зефир колеблет источающие аромат цветы. Когда же звучал Концерт для малого барабана с оркестром Массона, было ощущение, что дико разбушевавшиеся стихии колеблют филармонические колонны. То был пример музицирования, осенённого высшей одухотворённостью, пример, которому трудно подражать, которым молодые, однако, могут вдохновляться.

Известный музыкальный критик Михаил Фихтенгольц отмечал в связи с московским выступлением Гленни:

она ошеломила не столько своей ритмической экспрессией, сколько невероятно точным ощущением (какое, наверное, и бывает только у глухих людей) звука — звука как такового, способного расти, меняться, исчезать, истаивать, пугать, успокаивать, ошарашивать, интриговать.